# Сванберг, Маттиас
Матти́ас У́лоф Сва́нберг (швед. Mattias Olof Svanberg; 5 января 1999 года, Швеция) — шведский футболист, полузащитник клуба «Вольфсбург» и сборной Швеции.

## Клубная карьера
Маттиас является воспитанником клуба «Бункефлу». С 2013 года находится в структуре «Мальмё», выступает за юношеские команды. В сезоне 2015 года привлекался к тренировкам с основной командой; четыре встречи находился в заявке на матч, однако так и не сыграл. 4 марта 2016 года подписал с клубом свой первый профессиональный контракт сроком на четыре года. С сезона 2016 года постоянно тренируется с основой. 28 мая 2016 года дебютировал в шведском чемпионате в поединке против «Эстерсунда», выйдя на замену на 82-й минуте вместо Маркуса Русенберга, и отметился голевой передачей. В 2018 году Маттиас Сванберг перешёл в итальянскую «Болонью». Сумма контракта составила 5 млн евро. В сентябре в матче против «Дженоа» Сванберг дебютировал в Серии А.

## Карьера в сборной
Основной игрок юношеской команды Швеции до 17 лет. Участвовал в чемпионате Европы 2016 года среди юношей до 17 лет, сыграл за сборную все четыре встречи. С 2019 года Маттиас Сванберг вызывается на матчи сборной Швеции. Свой первый гол за сборную Сванберг забил 18 ноября 2020 года в ворота сборной Фарерских островов в матче Лиги наций.